# Haus Sölde

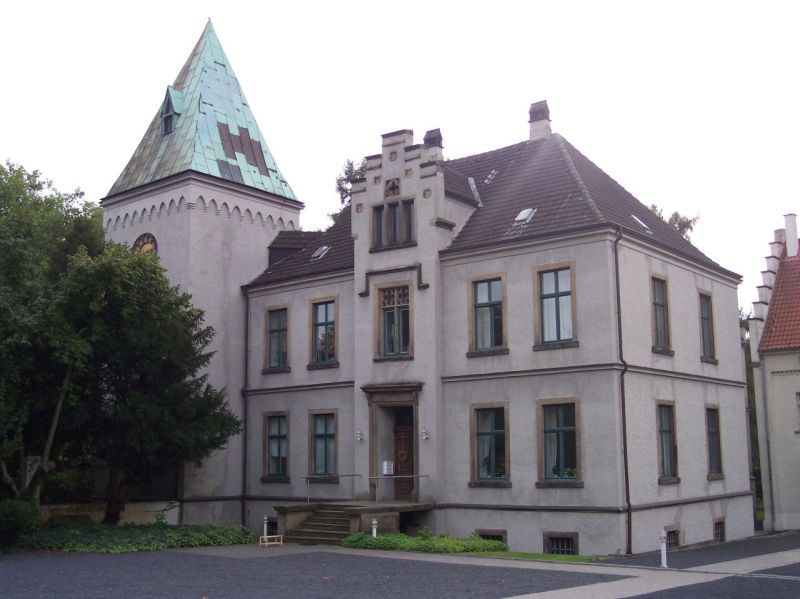
Rittergut Haus Sölde

Haus Sölde ist ein ehemaliges Rittergut im östlichen Dortmunder Stadtteil Sölde.
Das Gut wurde im 13. Jahrhundert erbaut und stand danach unter Lehnshoheit der Herren von Volmarstein. 1402 ging es in den Besitz der Herren von Hövel zu Sölde über.
Zu Haus Sölde gehörten elf Höfe und Kotten in Sölde. 1839 verkaufte Freiherr von Hövel seine Besitzungen, unter anderem Haus Sölde, an Carl Overweg zu Iserlohn, der es wiederum 1841 an Caspar H. Neuhoff genannt Schulze-Dellwig (1791–1859) weiterverkaufte.
Dessen Nachfahren, Enkel Theodor (1845–1919), Urenkel Walther (* 1887) und Urururenkel Theodor bewirtschafteten das Haus Sölde als landwirtschaftlichen Großbetrieb bis in die 1980er Jahre.
Heute werden die Gebäude als Wohneinheiten genutzt. Sie sind als Baudenkmal in die Denkmalliste der Stadt Dortmund eingetragen.
Der landwirtschaftliche Großbetrieb umfasste Ländereien nicht nur in Sölde, sondern auch in Holzwickede und Fröndenberg-Altendorf. Eine Vorstellung von der Größe des Betriebes vermitteln die Bilanzsummen zu Anfang des Jahrhunderts. Sie lagen bei rund einer Million Mark. Die Familie Schulze-Dellwig verfügte über umfangreichen Zechenbesitz; sie muss wegen ihres Vermögens mit zu den bedeutendsten Wirtschaftsbürgern des Dortmunder Raums gezählt werden.
Der Bestand umfasst mit Ausnahme von drei Flurkarten und zwei Akten ausschließlich Geschäftsbücher. Er ermöglicht deshalb vor allem einen Überblick über die Bewirtschaftung eines großen landwirtschaftlichen Betriebes in unmittelbarer Nähe zum Industriegebiet. Immer wieder fallen Querverbindungen zu den Sölder Zechen Margarethe und Freiberg auf. Insbesondere aber wird die Erzeugung landwirtschaftlicher Produkte und der Handel mit ihnen am Rande der Industriestadt Dortmund belegt.
Dies schlägt sich in einer Buchführung nieder, die der von Kaufleuten in nichts nach stand und auf einem System von Vor-, Haupt- und Nebenbüchern beruhte. Der Betrieb bediente sich, soweit erkennbar, der modernsten landwirtschaftlichen Buchführungsmethoden. Grundlage aller Aufzeichnungen war das Betriebstage- oder Arbeitsbuch, wegen der Ausführlichkeit des Umfangs und des äußeren Aussehens (grauer Leinenumschlag) vom Verwalter „Graues Elend“ (F 126 Nr. 33) genannt.